# Bretherton
Bretherton är en ort och civil parish i Storbritannien.   Den ligger i grevskapet Lancashire och riksdelen England, i den centrala delen av landet, 300 km nordväst om huvudstaden London. Bretherton ligger 12 meter över havet och antalet invånare är 655.
Terrängen runt Bretherton är platt. Runt Bretherton är det tätbefolkat, med 493 invånare per kvadratkilometer. Närmaste större samhälle är Preston, 10,8 km nordost om Bretherton. Trakten runt Bretherton består i huvudsak av gräsmarker.